# 楊開煌
楊開煌（1945年—），台灣學者，專長於中國共產黨研究，現任銘傳大學公共事務系教授、中國大陸研究學會會長。

## 生平
1973年，取得中國文化大學大陸問題研究所碩士學位。國立政治大學東亞研究所博士。
2002年，擔任國立東華大學人文社會科學學院大陸研究中心首任主任。
2012年，在《旺報》發表文章，認為《兩岸人民關係條例》以對抗中國共產黨的意識型態為主，內容歧視中華人民共和國居民，以行政裁量權執行，容易受政治力量影響。主張大幅翻修，放棄與中國意識形態對抗的思想，以利兩岸和平發展。
2013年，在中國福建第十一屆兩岸關係研討會，楊開煌提出應強化中國民族主義，發展出中國和平統一理論。

## 外部連結
- 銘傳大學楊開煌網頁[]